# Équipe de Suisse de football en 1931
Cet article présente les résultats de l'équipe de Suisse de football lors de l'année 1931. En mai, elle rencontre pour la première fois l'équipe d'Écosse.

## Bilan
|           | Nombre de matchs | Victoires | Défaites | Matchs nuls | Buts marqués | Buts encaissés |
| Domicile  | 3                | 0         | 2        | 1           | 4            | 12             |
| Extérieur | 4                | 0         | 4        | 0           | 6            | 17             |
| Neutre    | 0                | 0         | 0        | 0           | 0            | 0              |
| Total     | 7                | 0         | 6        | 1           | 10           | 29             |

## Matchs et résultats
| Coupe internationale européenne 1931-1932        | Suisse    | 1 - 1   | Italie       | Wandorf, Berne                                |                                               |
| 29 mars 1931 · 14h45 · Historique des rencontres | Büche 70e | (0 - 0) | 85e Cesarini | Spectateurs : 22 000 Arbitrage : Stanley Rous | Spectateurs : 22 000 Arbitrage : Stanley Rous |
| 29 mars 1931 · 14h45 · Historique des rencontres | Rapport   |         |              | Spectateurs : 22 000 Arbitrage : Stanley Rous | Spectateurs : 22 000 Arbitrage : Stanley Rous |

| Coupe internationale européenne 1931-1932 | Hongrie                                               | 6 - 2   | Suisse         | Hidegkuti Nándor Korut, Budapest                    |                                                     |
| 12 avril 1931 · Historique des rencontres | Avar 3e 71e 87e · Szabó 35e · Kalmár 75e · Táncos 76e | (2 - 2) | 4e 8e Abegglen | Spectateurs : 25 000 Arbitrage : Rinaldo Barlassina | Spectateurs : 25 000 Arbitrage : Rinaldo Barlassina |
| 12 avril 1931 · Historique des rencontres | Rapport                                               |         |                | Spectateurs : 25 000 Arbitrage : Rinaldo Barlassina | Spectateurs : 25 000 Arbitrage : Rinaldo Barlassina |

| Match amical                            | Suisse                  | 2 - 3   | Écosse                           | Les Charmilles, Genève                          |                                                 |
| 24 mai 1931 · Historique des rencontres | Büche 30e · Fauguel 53e | (1 - 2) | 22e Easson · 24e Boyd · 89e Love | Spectateurs : 14 000 Arbitrage : Albino Carraro | Spectateurs : 14 000 Arbitrage : Albino Carraro |
| 24 mai 1931 · Historique des rencontres | Rapport                 |         |                                  | Spectateurs : 14 000 Arbitrage : Albino Carraro | Spectateurs : 14 000 Arbitrage : Albino Carraro |

| Coupe internationale européenne 1931-1932 | Tchécoslovaquie                                    | 7 - 3   | Suisse                               | Stade Letná, Prague                             |                                                 |
| 13 juin 1931 · Historique des rencontres  | Bejbl 12e 53e 82e · Silný 48e 58e · Bradáč 64e 80e | (1 - 3) | 5e Fasson · 33e Büche · 35e Springer | Spectateurs : 15 000 Arbitrage : Albino Carraro | Spectateurs : 15 000 Arbitrage : Albino Carraro |
| 13 juin 1931 · Historique des rencontres  | Rapport                                            |         |                                      | Spectateurs : 15 000 Arbitrage : Albino Carraro | Spectateurs : 15 000 Arbitrage : Albino Carraro |

| Match amical                             | Autriche                   | 2 - 0   | Suisse | Pfarrwiese, Vienne                            |                                               |
| 16 juin 1931 · Historique des rencontres | Gschweidl 59e · Schall 87e | (0 - 0) |        | Spectateurs : 10 000 Arbitrage : Julius Brüll | Spectateurs : 10 000 Arbitrage : Julius Brüll |
| 16 juin 1931 · Historique des rencontres | Rapport                    |         |        | Spectateurs : 10 000 Arbitrage : Julius Brüll | Spectateurs : 10 000 Arbitrage : Julius Brüll |

| Coupe internationale européenne 1931-1932    | Suisse       | 1 - 8   | Autriche                                                                       | Rankhof, Bâle                                     |                                                   |
| 29 novembre 1931 · Historique des rencontres | Abegglen 32e | (1 - 2) | 10e 63e Gschweidl · 35e Zischek · 49e 80e 86e Schall · 58e Vogl · 61e Sindelar | Spectateurs : 25 000 Arbitrage : František Cejnar | Spectateurs : 25 000 Arbitrage : František Cejnar |
| 29 novembre 1931 · Historique des rencontres | Rapport      |         |                                                                                | Spectateurs : 25 000 Arbitrage : František Cejnar | Spectateurs : 25 000 Arbitrage : František Cejnar |

| Match amical                                | Belgique        | 2 - 1   | Suisse        | Heysel, Bruxelles                             |                                               |
| 6 décembre 1931 · Historique des rencontres | Capelle 41e 47e | (1 - 0) | 75e Ehrismann | Spectateurs : 20 000 Arbitrage : Stanley Rous | Spectateurs : 20 000 Arbitrage : Stanley Rous |
| 6 décembre 1931 · Historique des rencontres | Rapport         |         |               | Spectateurs : 20 000 Arbitrage : Stanley Rous | Spectateurs : 20 000 Arbitrage : Stanley Rous |